# 全国地域サッカーチャンピオンズリーグ2021
全国地域サッカーチャンピオンズリーグ2021（ぜんこくちいきサッカーチャンピオンズリーグ2021）は2021年11月12日から11月28日まで、岩手県、三重県、広島県及び東京都で行われた45回目の全国地域サッカーチャンピオンズリーグ（地域CL）である。

## 概要
2021年8月6日に大会概要が日本サッカー協会 (JFA) から示された。前年中止となった全国社会人サッカー選手権大会（全社）からの出場枠が復活したが、前々年の2019年大会から出場要件が一部変更され、「2021年度各地域リーグ（最上位リーグ）4位以内かつ全社ベスト4以上の上位3チーム」（2019年大会までは「地域リーグ3位以内」の条件であった）に変更された。
しかし、栃木県で開催予定だった第57回全国社会人サッカー選手権大会が2021年9月11日に中止が決定され（前年に続いて2年連続）、この大会の参加資格から全社枠がなくなり、参加資格が変更された。

## 会場
1次ラウンド
| 組 | 試合会場名                     | 所在地             | 画像 |
| -- | ------------------------------ | ------------------ | ---- |
| A  | 朝日ガスエナジー東員スタジアム | 三重県員弁郡東員町 |      |
| B  | いわぎんスタジアム             | 岩手県盛岡市       |      |
| C  | Balcom BMW 広島総合グランド    | 広島県広島市       |      |

決勝ラウンド
| 試合会場名             | 所在地     | 画像 |
| ---------------------- | ---------- | ---- |
| 味の素フィールド西が丘 | 東京都北区 |      |

## 出場チーム
当初は2021年度各地域リーグ（最上位リーグ）4位以内かつ第57回全国社会人サッカー選手権大会ベスト4以上の上位3チームに出場権を与えるとしていたが、大会自体が中止となったため、2021年9月11日をもって出場チームの条件が変更された（前述）。
1. 2021年度各地域リーグ優勝チーム (9チーム)
  - 北海道：北海道十勝スカイアース（リーグ戦の途中中止に伴い、打ち切り時点での首位で選出）
  - 東北1部：コバルトーレ女川（リーグ戦の途中中止に伴い、打ち切り時点での1部首位で選出）
  - 関東1部：Criacao Shinjuku
  - 北信越1部：福井ユナイテッドFC
  - 東海1部：藤枝市役所（リーグ戦の途中中止に伴い、打ち切り時点での1部首位で選出）
  - 関西1部：おこしやす京都AC
  - 中国：三菱自動車水島FC（リーグ戦の日程消化の都合上、年間順位と別の「1巡目の対戦成績」により出場チームを決定）
  - 四国：FC徳島（リーグ戦の途中中止に伴い、理事会にて2020年シーズン優勝のFC徳島を選出）
  - 九州：沖縄SV
2. 各地域リーグで2位となったJリーグ百年構想クラブを補充する（複数存在する場合はJリーグ百年構想クラブに承認された順序が早いクラブを優先する。また、この要件での出場権獲得は各クラブ1回限りとする）。
  - 該当無し（地域リーグ所属の百年構想クラブのうち、Criacao Shinjukuは関東1部優勝で出場権獲得済み、VONDS市原は関東1部3位・栃木シティFCは関東1部4位・南葛SCは関東2部所属のため要件を満たせず）
3. 1.および2.の条件で12チームに満たない場合は、地域リーグ2位チームの中で、JFLへ入会を希望するチームを「2010年6月末の全国社会人サッカー連盟加盟登録チームの多い順番（関東→関西→九州→東海→北海道→中国→北信越→東北→四国）」で巡回し輪番により補充する（いわゆる「輪番枠」。2021年度は東海→北海道→中国→北信越の順）。
  - 東海1部2位：FC.ISE-SHIMA（リーグ戦の途中中止に伴い、打ち切り時点での1部2位で選出）
  - 中国2位：FCバレイン下関（リーグ戦の日程消化の都合上、年間順位と別の「1巡目の対戦成績」により出場チームを決定）
  - 北信越1部2位：アルティスタ浅間
    - 北海道2位のノルブリッツ北海道FCは、JFL入会希望を表明せず不参加（輪番枠を適用せず）。
4. 1.から3.の条件で12チームに達しない場合は、全国社会人サッカー連盟で裁定を行ったうえで、出場チームを決める。
  - 該当無し（前述の条件で12チームに達したため）

## 試合方式
JFAの発表した大会要項に基づく。
- 1次ラウンドは出場12チームを4チームずつ3グループに分け、1回戦総当たりリーグ戦を戦う。各グループ1位の3チームと、各グループ2位のうち成績最上位チームの計4チームが決勝ラウンドに進出する。決勝ラウンドも4チームが1回戦総当たりリーグ戦を戦う。
  - グループ分けについては、2021年10月16日に日本サッカー協会ビル（JFAハウス）にて以下の方法で行われ、関西サッカーリーグYouTube公式チャンネルで配信された[4][5]。なお、例年各チームの代表者が抽選に臨んでいるが、中国地域代表及び輪番枠第3代表は抽選日の時点で代表が決まっていなかった[注釈 2]ため、中国社会人サッカーリーグの事務局が代理で抽選に臨んだ。
    1. 各地域リーグ優勝チームのうち1次ラウンド会場を含む地域である3チーム（いわスタ：女川、アサスタ：藤枝市役所、バルコム広島：中国1位。便宜上「第1グループ」と表現する）、これ以外の各地域リーグ優勝チーム6チーム（同「第2グループ」）、輪番枠で出場する3チーム（ISE-SHIMA、浅間、中国または東北2位。同「第3グループ」）を振り分ける。これにより、「第1グループ」と「第3グループ」の各チームは同一のグループにならないことがあらかじめ決まっている。
    2. グループ名（A・B・C）を記したボールを1つずつ入れた「ポット1」「ポット3」と2つずつ入れた「ポット2」、グループごとのポジション番号（A-1 - C-4）を記したボールを入れた3種類の「ポットA・B・C」、1から4の番号の書かれた「抽選箱」を用意する。
    3. まず「抽選箱」を3回抽選し、グループごとの決勝ラウンドのポジションを決定する。残ったポジションはワイルドカード（1次ラウンド2位最上位）の枠となる。
    4. 次に、第1グループの3チームが「ポット1」を抽選し、これに対応した「ポットA・B・C」を抽選して、1次ラウンド会場とグループを紐付けると共に、各チームのポジションを決定する。
    5. 続いて、第2グループの6チームが「ポット2」と、これに対応した「ポットA・B・C」を抽選して、各チームのポジションを決定する。
    6. 最後に、第3グループの3チームが「ポット3」を抽選し、各チームのポジションを決定する。この場合、同一地域リーグのチームと同じグループになる可能性については考慮されない。
- 試合は45分ハーフで延長戦・PK戦は行わない。
- 1次ラウンド・決勝ラウンドとも、試合ごとに勝ち点（90分での勝利=3、引き分け=1、90分での敗戦=0）を与え、3試合での累計勝ち点により順位を決定する。同勝ち点の場合は得失点差→総得点数→当該チーム間の対戦成績（各グループ2位の最上位を決める場合には比較対象としない）→反則ポイントで優劣を定め、それでも差がつかない場合は抽選とする。

## 試合スケジュール
組み合わせ抽選会は10月16日に行われた。

### 1次ラウンド
1次ラウンドは全試合無観客試合として行われた。

#### Aグループ
| 番 | チーム             | 点 | 試 | 勝 | 分 | 敗 | 得 | 失 | 差 |
| -- | ------------------ | -- | -- | -- | -- | -- | -- | -- | -- |
| A2 | FC.ISE-SHIMA       | 7  | 3  | 2  | 1  | 0  | 4  | 0  | +4 |
| A1 | 沖縄SV             | 5  | 3  | 1  | 2  | 0  | 5  | 1  | +4 |
| A3 | 福井ユナイテッドFC | 4  | 3  | 1  | 1  | 1  | 4  | 3  | +1 |
| A4 | 藤枝市役所         | 0  | 3  | 0  | 0  | 3  | 0  | 9  | -9 |

| #1 | 2021年11月12日 10:45 |

| 沖縄SV | 0 - 0          | FC.ISE-SHIMA |
|        | 公式記録 (PDF) |              |

| 朝日ガスエナジー東員スタジアム 主審: 加藤正和 |

| #2 | 2021年11月12日 13:30 |

| 福井ユナイテッドFC                                 | 3 - 0          | 藤枝市役所 |
| 岩田卓也 5分 · 我那覇和樹 34分 · 金村賢志郎 90+2分 | 公式記録 (PDF) |            |

| 朝日ガスエナジー東員スタジアム 主審: 高崎航地 |

| #7 | 2021年11月13日 10:45 |

| 沖縄SV        | 1 - 1          | 福井ユナイテッドFC |
| 赤木直人 41分 | 公式記録 (PDF) | 石川智也 90+3分    |

| 朝日ガスエナジー東員スタジアム 主審: 原田雅士 |

| #8 | 2021年11月13日 13:30 |

| FC.ISE-SHIMA                    | 2 - 0          | 藤枝市役所 |
| 西口亮城 28分 · 福家遼太郎 55分 | 公式記録 (PDF) |            |

| 朝日ガスエナジー東員スタジアム 主審: 塚原健 |

| #13 | 2021年11月14日 10:45 |

| 沖縄SV                                                        | 4 - 0          | 藤枝市役所 |
| 藤澤典隆 14分 · 高原直泰 45+2分 · 81分 (OG) · 赤木直人 90+3分 | 公式記録 (PDF) |            |

| 朝日ガスエナジー東員スタジアム 主審: 原田雅士 |

| #14 | 2021年11月14日 13:30 |

| FC.ISE-SHIMA        | 2 - 0          | 福井ユナイテッドFC |
| 谷口力斗 32分, 78分 | 公式記録 (PDF) |                    |

| 朝日ガスエナジー東員スタジアム 主審: 塚原健 |

#### Bグループ
| 番 | チーム           | 点 | 試 | 勝 | 分 | 敗 | 得 | 失 | 差 |
| -- | ---------------- | -- | -- | -- | -- | -- | -- | -- | -- |
| B2 | おこしやす京都AC | 9  | 3  | 3  | 0  | 0  | 6  | 2  | +4 |
| B3 | Criacao Shinjuku | 6  | 3  | 2  | 0  | 1  | 8  | 5  | +3 |
| B1 | コバルトーレ女川 | 3  | 3  | 1  | 0  | 2  | 2  | 3  | -1 |
| B4 | FCバレイン下関   | 0  | 3  | 0  | 0  | 3  | 1  | 7  | -6 |

| #3 | 2021年11月12日 10:45 |

| コバルトーレ女川 | 0 - 1          | おこしやす京都AC |
|                  | 公式記録 (PDF) | 貫名航世 69分    |

| いわぎんスタジアム 主審: 安川公規 |

| #4 | 2021年11月12日 13:30 |

| Criacao Shinjuku                                              | 4 - 1          | FCバレイン下関 |
| 米原祐 32分 · 伊藤大介 35分 · 樋口裕平 84分 · 岡本達也 90+5分 | 公式記録 (PDF) | 霜出優斗 62分  |

| いわぎんスタジアム 主審: 長谷拓 |

| #9 | 2021年11月13日 10:45 |

| コバルトーレ女川   | 1 - 2          | Criacao Shinjuku              |
| 黒田涼太 83分 (PK) | 公式記録 (PDF) | 大谷真史 28分 · 池谷友喜 61分 |

| いわぎんスタジアム 主審: 宗像瞭 |

| #10 | 2021年11月13日 13:30 |

| おこしやす京都AC                | 2 - 0          | FCバレイン下関 |
| 尾本敬 67分 · イブラヒム 90+6分 | 公式記録 (PDF) |                |

| いわぎんスタジアム 主審: 長谷拓 |

| #15 | 2021年11月14日 10:45 |

| コバルトーレ女川 | 1 - 0          | FCバレイン下関 |
| 野口龍也 70分    | 公式記録 (PDF) |                |

| いわぎんスタジアム 主審: 安川公規 |

| #16 | 2021年11月14日 13:30 |

| おこしやす京都AC          | 3 - 2          | Criacao Shinjuku                |
| 青戸翔 53分, 59分, 90+3分 | 公式記録 (PDF) | 大和田歩夢 57分 · 岡野周太 83分 |

| いわぎんスタジアム 主審: 友政利貴 |

#### Cグループ
| 番 | チーム                 | 点 | 試 | 勝 | 分 | 敗 | 得 | 失 | 差 |
| -- | ---------------------- | -- | -- | -- | -- | -- | -- | -- | -- |
| C1 | FC徳島                 | 7  | 3  | 2  | 1  | 0  | 4  | 2  | +2 |
| C3 | アルティスタ浅間       | 4  | 3  | 1  | 1  | 1  | 3  | 2  | +1 |
| C4 | 北海道十勝スカイアース | 2  | 3  | 0  | 2  | 1  | 1  | 2  | -1 |
| C2 | 三菱自動車水島FC       | 2  | 3  | 0  | 2  | 1  | 3  | 5  | -2 |

| #5 | 2021年11月12日 10:45 |

| FC徳島             | 1 - 1          | 三菱自動車水島FC |
| 松本圭介 85分 (PK) | 公式記録 (PDF) | 山部晃 13分      |

| Balcom BMW 広島総合グランド 主審: 中村一貴 |

| #6 | 2021年11月12日 13:30 |

| アルティスタ浅間 | 0 - 0          | 北海道十勝スカイアース |
|                  | 公式記録 (PDF) |                        |

| Balcom BMW 広島総合グランド 主審: 森数真治 |

| #11 | 2021年11月13日 10:45 |

| FC徳島                        | 2 - 1          | アルティスタ浅間 |
| 里出怜央 67分 · 石川雅博 76分 | 公式記録 (PDF) | 中島澪音 70分    |

| Balcom BMW 広島総合グランド 主審: 梅田智起 |

| #12 | 2021年11月13日 13:30 |

| 三菱自動車水島FC   | 1 - 1          | 北海道十勝スカイアース |
| 宮澤龍二 23分 (PK) | 公式記録 (PDF) | 縄靖也 45分            |

| Balcom BMW 広島総合グランド 主審: 田邉裕樹 |

| #17 | 2021年11月14日 10:45 |

| FC徳島      | 1 - 0          | 北海道十勝スカイアース |
| 操希翔 25分 | 公式記録 (PDF) |                        |

| Balcom BMW 広島総合グランド 主審: 森数真治 |

| #18 | 2021年11月14日 13:30 |

| 三菱自動車水島FC | 1 - 3          | アルティスタ浅間                   |
| 高瀬翔太 45+1分  | 公式記録 (PDF) | 岡本裕樹 4分, 77分 · 小林一希 17分 |

| Balcom BMW 広島総合グランド 主審: 田邉裕樹 |

#### 各グループ2位
| 組 | チーム           | 点 | 試 | 勝 | 分 | 敗 | 得 | 失 | 差 |
| -- | ---------------- | -- | -- | -- | -- | -- | -- | -- | -- |
| B  | Criacao Shinjuku | 6  | 3  | 2  | 0  | 1  | 8  | 5  | +3 |
| A  | 沖縄SV           | 5  | 3  | 1  | 2  | 0  | 5  | 1  | +4 |
| C  | アルティスタ浅間 | 4  | 3  | 1  | 1  | 1  | 3  | 2  | +1 |

### 決勝ラウンド
| 番 | 位   | チーム           | 点 | 試 | 勝 | 分 | 敗 | 得 | 失 | 差 |
| -- | ---- | ---------------- | -- | -- | -- | -- | -- | -- | -- | -- |
| F4 | WC   | Criacao Shinjuku | 7  | 3  | 2  | 1  | 0  | 3  | 1  | +2 |
| F2 | A1位 | FC.ISE-SHIMA     | 5  | 3  | 1  | 2  | 0  | 1  | 0  | +1 |
| F3 | B1位 | おこしやす京都AC | 4  | 3  | 1  | 1  | 1  | 2  | 1  | +1 |
| F1 | C1位 | FC徳島           | 0  | 3  | 0  | 0  | 3  | 1  | 5  | -4 |

| #19 | 2021年11月24日 10:45 |

| FC徳島 | 0 - 1          | FC.ISE-SHIMA |
|        | 公式記録 (PDF) | 中田永一 8分 |

| 味の素フィールド西が丘 観客数: 345人 主審: 俵元希 |

| #20 | 2021年11月24日 13:30 |

| おこしやす京都AC | 0 - 1          | Criacao Shinjuku |
|                  | 公式記録 (PDF) | 樋口裕平 85分    |

| 味の素フィールド西が丘 観客数: 730人 主審: 高崎航地 |

| #21 | 2021年11月26日 10:45 |

| FC徳島 | 0 - 2          | おこしやす京都AC              |
|        | 公式記録 (PDF) | 清川流石 75分 · 青戸翔 90+2分 |

| 味の素フィールド西が丘 観客数: 398人 主審: 加藤正和 |

| #22 | 2021年11月26日 13:30 |

| FC.ISE-SHIMA | 0 - 0          | Criacao Shinjuku |
|              | 公式記録 (PDF) |                  |

| 味の素フィールド西が丘 観客数: 1,151人 主審: 舟橋崇正 |

| #23 | 2021年11月28日 10:45 |

| FC徳島        | 1 - 2          | Criacao Shinjuku              |
| 秋月駿作 19分 | 公式記録 (PDF) | 大谷真史 48分 · 瀬川和樹 66分 |

| 味の素フィールド西が丘 観客数: 1,650人 主審: 瀬田貴仁 |

| #24 | 2021年11月28日 13:30 |

| FC.ISE-SHIMA | 0 - 0          | おこしやす京都AC |
|              | 公式記録 (PDF) |                  |

| 味の素フィールド西が丘 観客数: 1,188人 主審: 堀善仁 |

## 最終結果
- 優勝：Criacao Shinjuku - 入れ替え戦（vsJFL17位）に出場
- 2位：FC.ISE-SHIMA - 入れ替え戦（vsJFL16位）に出場
- 3位：おこしやす京都AC
- 4位：FC徳島

2021年度のJFLが17チームで行われ、翌シーズンから16チームでの開催に戻されることから、この年の地域CLについては、上位チームがJFL下位チームとの入れ替え戦（JFLチームホームでの1試合制）に臨むことになる。対戦カードはJ3参入チーム数により変動し、具体的には以下の通り。
- JFLからJ3への参入チームが無かった場合：地域CL1位がJFL16位、地域CL2位がJFL15位と入れ替え戦を行う（JFL17位は地域リーグに自動降格）。
- JFLからJ3への参入チームが1チームの場合：地域CL1位がJFL17位、地域CL2位がJFL16位と入れ替え戦を行う。
- JFLからJ3への参入チームが2チームの場合：地域CL1位はJFLへ自動昇格、地域CL2位がJFL17位と入れ替え戦を行う。

なお、地域CL上位がJFL参入資格を持たない（JFL入会を希望しない）場合は、下位チームの繰り上げは行わず、入れ替え戦のカード数が減じられる。
11月21日の時点でJ3への参入要件を満たすチームがいわきFC以外にいないことが確定、またJFL入会を希望しないチームが本大会の1次ラウンドで敗退していたため、入れ替え戦2試合（JFL17位vs地域CL1位、JFL16位vs地域CL2位）の実施が決定した。

### 注記
1. ↑  2020年12月26日に実施されたJFA臨時評議員会で審議された2021年事業計画書において示された暫定的な日程・会場では、名古屋市港サッカー場（愛知県名古屋市）が使用される予定とされていた[3]。
2. ↑  中国リーグ代表が10月17日に決定し、この時点で輪番枠を行使しない可能性が存在した（中国2位が輪番枠を行使しない場合、次の「輪番」に相当する東北1部2位のブランデュー弘前FCが出場することになっていた）。
3. ↑  中国リーグ代表の三菱自動車水島FCがJFL入会希望書類を提出していないことが明らかになっている[7]。